# Tafelbucht
Die Tafelbucht, Afrikaans Tafelbaai, englisch Table Bay, ist eine Bucht an der südwestlichen Küste Südafrikas im Atlantik.

## Beschreibung und Lage
Sie ist etwa neun Kilometer breit und fünf Kilometer tief und diente bereits im 16. Jahrhundert portugiesischen und niederländischen Seefahrern als Schutz bei sommerlichen Südostwinden, während in den winterlichen Nordwestwinden zahlreiche Schiffe dort havarierten und viele Menschen dabei ums Leben kamen. Benannt ist sie nach dem Tafelberg südlich der Bucht.

## Geschichte

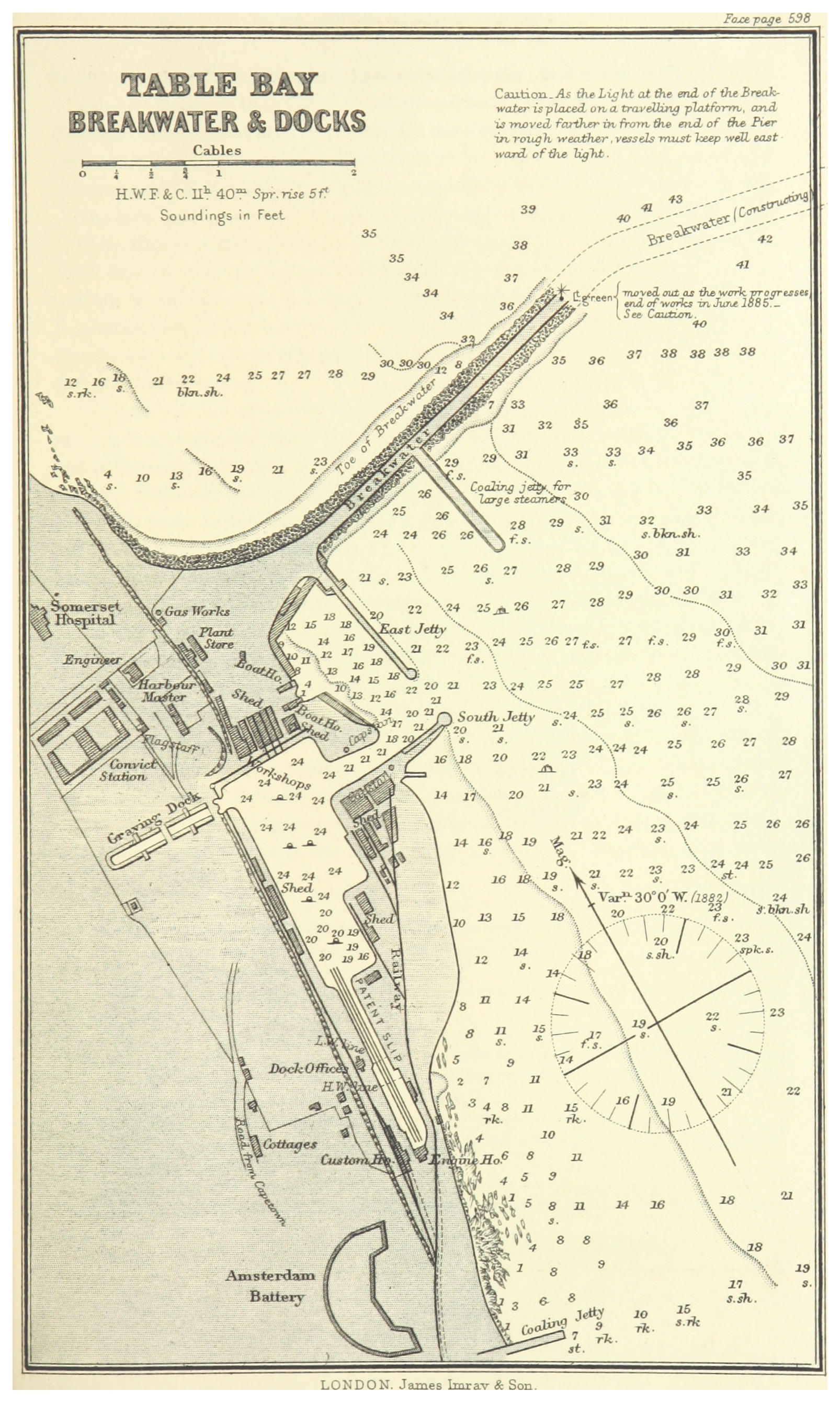
Die Infrastruktur des Hafens (um 1880)

Der Holländer Jan van Riebeeck gründete 1652 Kapstadt, das fortan Versorgungsstation für holländische Schiffe auf halbem Weg zwischen Amsterdam und Batavia war. Bis van Riebeeck eine Landungsbrücke bauen ließ, die bis ins 19. Jahrhundert genutzt wurde, mussten Güter und Zuladung mit kleinen Booten von und zu den in der Tafelbucht ankernden Schiffen transportiert und von Trägern schultertief durch das hier in Folge des Benguelastroms auch im Sommer kalte Atlantikwasser getragen werden.
Die Hafenanlagen wurden durch die 1787 eingerichtete Amsterdam Battery gesichert, die in Strandnähe errichtet wurde. Als Marinestützpunkt und Handelshafen erfuhr der Ankerplatz im späten 19. Jahrhundert weitere Bedeutung, wurde an das Eisenbahnnetz angeschlossen und erhielt Verwaltungsgebäude, Kohlebunker, Werkstätten, moderne Werftanlagen und Docks für Schiffsreparaturen.

## Tourismus
Das Hafenviertel Kapstadts und der Hafen im Süden der Tafelbucht wurden nach dem Ende der Apartheid umfassend restauriert. Die Victoria and Alfred Waterfront hat sich zu einem Touristenmagneten entwickelt, wird aber mit ihren vielfältigen Freizeit-, Unterhaltungs- und Einkaufsmöglichkeiten besonders am Wochenende auch von vielen Kapstädtern genutzt.
Vom Bloubergstrand aus, am nördlichen Ende der Tafelbucht gelegen, hat man einen Panoramablick auf Kapstadt mit dem Bergmassiv aus Devil’s Peak, Tafelberg, Signal Hill und Lion’s Head.
Auf der Höhe von Bloubergstrand, rund zehn Kilometer von Kapstadt entfernt, liegt die Insel Robben Island, auf der zahlreiche politische Gefangene, darunter Nelson Mandela, in Haft gehalten wurden.